# Changement de sexe
Cet article court présente un sujet plus développé dans : Chirurgie de réattribution sexuelle et Changement d'état civil.
L'appellation « changement de sexe » peut désigner trois réalités du parcours de transition des personnes transgenres :
- lorsque « sexe » désigne les organes génitaux, elle désigne la chirurgie de réattribution sexuelle ;
- lorsque « sexe » désigne la catégorisation utilisée par un État, elle désigne le changement de cette mention auprès de l'état civil ; on peut aussi parler de transition administrative ;
- lorsque « sexe » désigne la catégorisation sociale, elle désigne le changement de cette catégorie sociale ; on peut aussi parler de transition sociale.